# Alistair Brammer
 (février 2020).
Alistair Daniel Brammer, né le 12 novembre 1988 à Exmouth, est un acteur anglais. Il est principalement connu pour avoir joué le rôle de Jean Prouvaire dans le spécial 2010 Les Misérables: Concert du 25e anniversaire[incompréhensible] et dans le film musical Les Misérables (2012). Brammer a aussi incarné Chris dans le spectacle du 25e anniversaire de Miss Saigon.

## Biographie
Originaire d'Exmouth, Brammer est le plus jeune d'une fratrie de sept enfants. En 2005, il est l'un des 35 étudiants anglais choisi pour participer à la célébration du 20e anniversaire des Misérables au Queen's Theatre, dans le quartier londonien de West End. En 2008, alors qu'il est étudiant à l'Exeter College, il participe à Any Dream Will Do et atteint les 20 derniers candidats, bien qu'il ne soit pas sélectionné pour participer à l'émission. Cependant, le juge Bill Kenwright lui demande de participer à la tournée britannique 2008-2009 de Joseph et de Dreamcoat Technicolor, où il a joué Zebulon et a sous-étudié Benjamin et Joseph[incompréhensible]. 
En 2009, il fait ses débuts à West End en tant que Marius dans Les Misérables. Il passe 18 mois dans ce rôle. Il déclare à propos de Les Mis : « Je devrais être malade à mort du spectacle, mais je ne peux pas m'en remettre. C'est mon préféré »[incompréhensible]. Le 3 octobre 2010, il joue également le rôle de Jean Prouvaire dans le concert du 25e anniversaire des Misérables à l'O2.
Il apparait en tant que Walter et a sous-étudié Claude dans une tournée européenne de Hair, avant d'être interprété comme Jean Prouvaire dans le film 2012 Les Misérables. Depuis ce temps, il est également apparu sous le nom de Billy dans la renaissance de 2012 de Taboo au Brixton Clubhouse et jusqu'au 15 mars 2014 jouait Billy et sous-étudiait Albert dans la production du West End de War Horse[incompréhensible].
Le 21 novembre 2013, il est annoncé qu'il jouerait le rôle de Chris dans Le Réveil de Miss Saigon dans le West End. Les avant-premières commencent le 3 mai 2014. Il relance son rôle de Chris dans la reprise de Broadway de Miss Saigon qui commence les avant-premières le 1er mars 2017. Il reste avec la reprise de Broadway[incompréhensible] jusqu'à sa clôture le 14 janvier 2018.
Le 5 décembre 2015, Brammer fait sa première apparition en tant que Jack Diamond, le réceptionniste, dans la série Casualty.
En décembre 2016, Brammer joue le rôle d'Oliver dans l'épisode final de la série Vicious. Oliver joue le rôle de personnages principaux Freddie et le tout nouveau voisin de Stuart à l'étage après le départ de l'ancien occupant de l'appartement[incompréhensible], Ash (Iwan Rheon), dont Freddie et Stuart étaient proches.
À partir du 22 juillet 2019, Brammer joue le rôle de Fiyero dans la production de Wicked.

## Filmographie

### Films
- 2012 : Les Misérables de Tom Hooper : Jean Prouvaire
- 2018 : Du miel plein la tête (Head Full of Honey) de Til Schweiger : le serveur du train dans le restaurant
- 2019 : A Call to Spy (en) de Lydia Dean Pilcher : Leo Marks
- 2022 : Medieval (Jan Žižka) de Petr Jákl : Freddy
- 2024 : The Watchers d'Ishana Night Shyamalan : John

### Séries télévisées
- 2015-2016 : Casualty (18 épisodes) : Jack Diamond
- 2016 : Vicious (1 épisode) : Oliver
- 2023 : Dalgliesh (en) (4 épisodes) : Daniel Tarrant
- 2023 : Ancient Empires (3 épisodes) : Mark Antony

## Théâtre

### Comédies musicales
- ? : Les Misérables : Jean Prouvaire
- 2019 : Wicked : Fiyero